# Лазаренко, Евгений Константинович

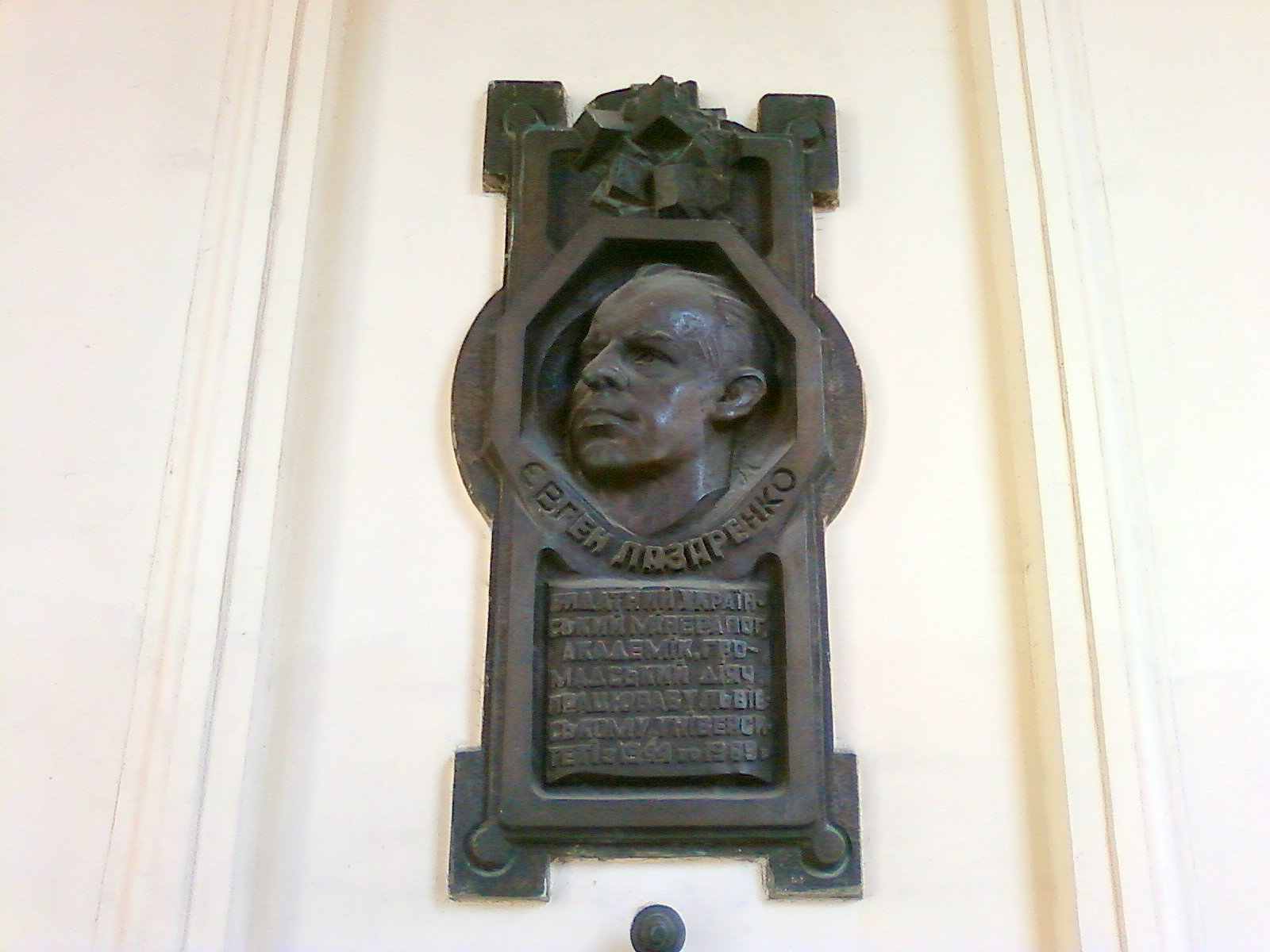
Мемориальная доска Е. К. Лазаренко на здании Львовского университета

Евгений Константинович Лазаренко (укр. Євген Костянтинович Лазаренко; 13 [26] декабря 1912, Харьков — 1 января 1979, Киев) — украинский советский учёный и педагог в области минералогии, заслуженный деятель науки, лауреат Государственной премии УССР в области науки и техники (1983), академик АН УССР, доктор геолого-минералогических наук (1947), профессор, почётный член Российского минералогического общества (1971), почётный доктор «Honoris Causa» университета имени Марии Кюри-Склодовской в Люблине (Польша), член Болгарского геологического общества, действительный член общества минералогии и геологии Чехословацкой академии наук, Минералогического общества Великобритании и Ирландии, почётный член Научного общества имени Тараса Шевченко.

## Биография
Родился 13 (26) декабря 1912 года в Харькове.
В 1934 году окончил Харьковский государственный университет, работал преподавателем университета в Воронеже (с 1938 года — доцент).
С 1944 года ─ на педагогической работе во Львовском университете имени И. Франко.
В течение 12 лет, с 1951 по 1963 год, избирался его ректором.
В 1942—1979 годах работал в институтах Академии наук CCCP и Академии наук УССР.
С 1969 по 1971 год был директором Института геологических наук Академии наук УССР.
В 1970—1979 годах был избран президентом Украинского минералогического общества, а с 1971 по 1979 год — вице-президент Всесоюзного минералогического общества Академии наук CCCP.
Умер 1 января 1979 года в Киеве.

## Научная деятельность
Под руководством Е. К. Лазаренко выполнены регионально-минералогические исследования важнейших геологических объектов, а их результат были обобщены в фундаментальных монографических трудах по минералогии изверженных комплексов Западной Волыни, осадочных образований Прикарпатья, Закарпатья, Подолья, камерных пегматитов Волыни, Донецкого и Криворожского бассейнов, Приазовья. Известный российский минералогический кристаллограф профессор И. И. Шафрановский справедливо поставил имя Е. К. Лазаренко в один ряд с именами таких выдающихся корифеев минералогической науки XX века, как В. И. Вернадский, А. Е. Ферсман, Н. В. Белов.
Е. К. Лазаренко была предложена генетическая классификация минералов, им был открыт новый минерал — тарасовит.

### Избранные труды
- Курс мінералогії. Київ, Вища школа, (частини 1-2, 1958—1959)
- Минералогия и генезис камерных пегматитов Волыни, 1973
- «Надрові багатства західних областей України» (1946),
- Один из авторов «Минералогического словаря».
- Лазаренко Є. К., Сребродольський Б. І. Мінералогія Поділля. — Львів: Видавництво Львівського державного університету, 1969. — 550 с.

## Награды
- дважды орден «Знак Почёта»;
- Государственная премия УССР в области науки и техники (1983).

## Память
- В честь его достижений был назван минерал — лазаренкоит.
- Украинское минералогическое общество в 2002 учредило премию им. академика Евгения Лазаренко в области минералогии для молодых ученых и студентов высших учебных заведений Украины.
- Именем «Академика Евгения Лазаренко» назван найденный в Волынском месторождении минерал берилл массою 4,879 кг.
- На здании Львовского университета и дома в Киеве, где трудился и жил Е. К. Лазаренко — установлены мемориальные доски.
- на могиле академика Евгения Лазаренко на Байковом кладбище в Киеве установлен его бюст.
- Именем Евгения Лазаренко назван минералогический музей во Львове.